# حويمضة
حويمضة، هي قرية من فئة (ب) تقع في محافظة المجمعة، والتابعة لمنطقة الرياض في السعودية. وتبعد حويمضة عن محافظة المجمعة بمسافة تقارب () كم.